# Деріл Ганна
Деріл Ганна Крістін (англ. Daryl Hannah; нар. 3 грудня 1960) — американська акторка, режисерка, сценаристка, продюсерка та екологічна активістка.

## Життєпис
Народилася 3 грудня 1960 року в місті Чикаго, штат Іллінойс, США.
Батько Дональд Крістіан Ганна — власник компанії, мати Сьюзен Дженні Мецгерт — шкільна учителька, пізніше продюсерка. Батьки розлучилися незабаром після її народження. Мати одружилася з бізнесменом Джерольдом Векслером. У дитинстві була настільки сором'язливою і скромною, що їй ледь помилково не діагностували аутизм.
Закінчила Університет Південної Каліфорнії, відвідувала заняття до балетної студії Марії Толчіфф, вчилася в гуртку акторської майстерності в Чикаго.
Кілька років зустрічалася з Джоном Кеннеді молодшим. Також зустрічалася з Велом Кілмером.
У акторки відсутня фаланга вказівного пальця лівої руки. У фільмах вона іноді використовує протез. Має агорафобію, яку приховувала багато років, щоб це не зруйнувало її акторську кар'єру.

## Діяльність
Дебютувала у фільмі Браяна де Пальми «Лють» (1978). Зіграла андроїда Пріс в культовому фільмі Рідлі Скотта «Той, хто біжить по лезу» (1982), а за роль русалки у фільмі «Сплеск» (1984) здобула премію «Сатурн» як найкраща акторка. Також знімалася у фільмах «Клан печерного ведмедя» (1986), «Волл-стріт» (1987), «Спогади людини-невидимки» (1992).
Грала у стрічці Квентіна Тарантіно «Убити Білла. Фільм 1» (2003). За роботу в «Убити Білла. Фільм 2» (2004) здобула премію «Сатурн» як найкраща акторка другого плану.
З 1982 по 1992 грала на клавішних інструментах і співала на беквокалі у близького друга, попспівака Джексона Брауна.
Екоактивістка. Її дім живиться тільки від сонячних батарей, а машина працює на перероблених відходах. Ганна також є веганкою.

## Громадська позиція
Деріл Ганна підтримала Україну на церемонії нагородження кінопремією «Оскар-2025», розпочавши свій виступ словами «Слава Україні!» та «Ось, хто дійсно найкращий». У 2012 році акторка відвідувала Україну, зокрема була гостею 3-го Одеського міжнародного кінофестивалю.

## Фільмографія

### Акторка
| Рік       |    | Українська назва                          | Оригінальна назва                          | Роль                     |
| --------- | -- | ----------------------------------------- | ------------------------------------------ | ------------------------ |
| 1978      | ф  | Лють                                      | The Fury                                   | Пем                      |
| 1981      | ф  | Сувора країна                             | Hard Country                               | Лоретта                  |
| 1982      | тф | Паперові ляльки                           | Paper Dolls                                | Тайрін Блейк             |
| 1982      | ф  | Той, хто біжить по лезу                   | Blade Runner                               | Пріс                     |
| 1982      | ф  | Літні коханці                             | Summer Lovers                              | Кеті Фізерстоун          |
| 1983      | ф  | Фінальний терор                           | The Final Terror                           | Вінді Морган             |
| 1984      | ф  | Безстрашний                               | Reckless                                   | Трейсі Прескот           |
| 1984      | ф  | Сплеск                                    | Splash                                     | Медісон                  |
| 1984      | ф  | Хрещений батько Гринвіч-Віллидж           | The Pope of Greenwich Village              | Діана                    |
| 1986      | ф  | Клан печерного ведмедя                    | The Clan of the Cave Bear                  | Ейла                     |
| 1986      | ф  | Орли юриспруденції                        | Legal Eagles                               | Челсі Дірдон             |
| 1987      | ф  | Роксана                                   | Roxanne                                    | Роксана                  |
| 1987      | ф  | Волл-стріт                                | Wall Street                                | Дерієн Тейлор            |
| 1988      | ф  | Бадьорість духів                          | High Spirits                               | Мері Планкетт Броган     |
| 1989      | ф  | Злочини і провина                         | Crimes and Misdemeanors                    | Ліза Крослі              |
| 1989      | ф  | Сталеві магнолії                          | Steel Magnolias                            | Аннель Дюпюї Десото      |
| 1990      | ф  | Психовані                                 | Crazy People                               | Кеті Бургес              |
| 1991      | ф  | Ігри в полях Господніх                    | At Play in the Fields of the Lord          | Енді Габен               |
| 1992      | ф  | Спогади людини-невидимки                  | Memoirs of an Invisible Man                | Еліс Монро               |
| 1993      | тф | Атака 50-футової жінки                    | Attack of the 50 Ft. Woman                 | Ненсі Арчер              |
| 1993      | ф  | Старі буркотуни                           | Grumpy Old Men                             | Мелані                   |
| 1994      | ф  | Маленькі негідники                        | The Little Rascals                         | міс Крабтрі              |
| 1995      | ф  | Сто і одна ніч Симона Сінема              | Les cent et une nuits de Simon Cinema      | німа акторка в Голлівуді |
| 1995      | ф  | Нерозривний зв'язок                       | The Tie That Binds                         | Лінн Незервуд            |
| 1995      | ф  | Двоє — це занадто                         | Two Much                                   | Ліз                      |
| 1995      | ф  | Старі буркотуни розбушувалися             | Grumpier Old Men                           | Мелані Густафсон         |
| 1996      | ф  | Останні дні Френкі на прізвисько «Муха»   | The Last Days of Frankie the Fly           | Маргарет                 |
| 1997      | ф  | Справжня блондинка                        | The Real Blonde                            | Келлі                    |
| 1997      | с  | Постріл                                   | Gun                                        | Джилл Джонсон            |
| 1997      | тф | Останній дон                              | The Last Don                               | Афіна Аквітане           |
| 1998      | тф | Вікно у двір                              | Rear Window                                | Клаудія Гендерсон        |
| 1998      | тф | Рятувальники: Історії мужності: Дві сім'ї | Rescuers: Stories of Courage: Two Families | Марія Алтофф             |
| 1998      | в  | Возз'єднання сімейки Адамсів              | Addams Family Reunion                      | Мортиція Аддамс          |
| 1998      | ф  | Лісовик                                   | The Gingerbread Man                        | Лоїс Гарланд             |
| 1998      | ф  | Хочеш жити — вмій крутитися               | Hi-Life                                    | Меггі                    |
| 1999      | ф  | У погоні за мрією                         | Speedway Junky                             | Вероніка                 |
| 1999      | ф  | Мій улюблений марсіанин                   | My Favorite Martian                        | Ліззі                    |
| 1999      | ф  | Ворог мого ворога                         | Diplomatic Siege                           | Еріка Лонг               |
| 1999      | ф  | Польові квіти                             | Wildflowers                                | Сабіна                   |
| 2000      | ф  | Танці в «Блакитній ігуані»                | Dancing at the Blue Iguana                 | Енджел                   |
| 2000      | в  | Ланцюг                                    | Cord                                       | Енн Вайт                 |
| 2000      | тф | Головна мішень                            | First Target                               | Алекс Макгрегор          |
| 2001      | тф | Джек і Бобове дерево: Правдива історія    | Jack and the Beanstalk: The Real Story     | Теспі                    |
| 2001      | ф  | Вогняний ринг                             | Cowboy Up                                  | Селія Джонс              |
| 2001      | ф  | Джекпот                                   | Jackpot                                    | Боббі                    |
| 2002      | ф  | Пам'ятна прогулянка                       | A Walk to Remember                         | Синтія Картер            |
| 2002      | ф  | Важкі гроші                               | Hard Cash                                  | Вірджинія                |
| 2002      | с  | Фрейзер                                   | Frasier                                    | Caller 2                 |
| 2002      | в  | Банк                                      | Bank                                       | подруга                  |
| 2003      | ф  | Нортфорк                                  | Northfork                                  | Флауер Геркулес          |
| 2003      | ф  | Останній контракт                         | The Job                                    | Сі Джей Марч             |
| 2003      | ф  | Велика порожнеча                          | The Big Empty                              | Стелла                   |
| 2003      | ф  | Приймальні матері                         | Casa de los babys                          | Шкіпер                   |
| 2003      | ф  | Убити Білла. Фільм 1                      | Kill Bill: Vol. 1                          | Еллі Драйвер             |
| 2004      | ф  | Повія                                     | Yo puta                                    | Адріана                  |
| 2004      | ф  | Убити Білла. Фільм 2                      | Kill Bill: Vol. 2                          | Еллі Драйвер             |
| 2004      | ф  | Срібне місто                              | Silver City                                | Медді Піладжер           |
| 2004      | кф | Стережися того, чого бажаєш               | Careful What You Wish For                  | покупчиня                |
| 2006      | тф | Останні дні планети Земля                 | Final Days of Planet Earth                 | Ліз Квінлан              |
| 2006      | ф  | Любов — це наркотик                       | Love Is the Drug                           | Сандра Бренд             |
| 2006      | ф  | Не поступитися Штейнам                    | Keeping Up with the Steins                 | Сенді                    |
| 2006      | ф  | Оле                                       | Ole                                        | Меггі Гранджер           |
| 2007      | ф  | Любов на лінії фронту                     | The Poet                                   | Марлен Коніг             |
| 2007      | тф | Одного разу всі одружаться                | All the Good Ones Are Married              | Алекс                    |
| 2008      | тф | Школа бойових мистецтв                    | Kung Fu Killer                             | Джейн                    |
| 2008      | тф | Зграя акул                                | Shark Swarm                                | Брук Вайлдер             |
| 2008      | ф  | Злість                                    | Vice                                       | Салт                     |
| 2008      | в  | Темний медовий місяць                     | Dark Honeymoon                             | Джен                     |
| 2009      | тф | У пошуках шторму                          | Storm Seekers                              | Леа Каплан               |
| 2009      | ф  | Закрита книга                             | A Closed Book                              | Джейн Райдер             |
| 2009      | ф  | Цикл                                      | The Cycle                                  | Керрі Мітчел             |
| 2009      | ф  | Веселка Шеннон                            | Shannon's Rainbow                          | Рита Бейкер              |
| 2011      | ф  | SOS любов! Контракт на мільйон доларів    | S.O.S Love! The Million Dollar Contract    | Мімі                     |
| 2012      | в  | Ельдорадо                                 | Eldorado                                   | Незнайомка               |
| 2013      | кф |                                           | The Things She Did                         | Гер                      |
| 2013      | тф | Соціальний кошмар                         | Social Nightmare                           | Сьюзен Гарді             |
| 2013      | тф | Ніч зомбі                                 | Zombie Night                               | Берді                    |
| 2013—2014 | с  | Гаваї 5.0                                 | Hawaii Five-0                              | Чері Трентон             |
| 2013      | ф  | Припливи                                  | The Hot Flashes                            | Джинджер Пібоді          |
| 2014      | ф  | Ідеальні канікули                         | A Perfect Vacation                         | Мао                      |
| 2014      | ф  | Батько Руперт Майер                       | Father Rupert Mayer                        | Джоанна Себастіан        |
| 2014      | ф  | 2047 — Загроза смерті                     | 2047 — Sights of Death                     | майор Андерсон           |
| 2015      | ф  | Мене звуть Майкл                          | I Am Michael                               | Дебора                   |
| 2015      | ф  | Ідеальні канікули                         | A Perfect Vacation                         | Мао                      |
| 2015      | ф  | Торгівля шкірою                           | Skin Traffik                               | Жанна                    |
| 2015      | ф  | Сицилійський вампір                       | Sicilian Vampire                           | Кармеліна Таффіканте     |
| 2017      | ф  |                                           | The Slider                                 | Керол                    |
| 2015—2018 | с  | Восьме чуття                              | Sense8                                     | Анджеліка Тюрінг         |
| 2018      | ф  | Тато                                      | Papa                                       | Сара Фрейдман            |
| 2019      | кф |                                           | The Sound of a Wild Snail Eating           | озвучення                |
| 2019      | ф  | Непридатний для побачень                  | Undateable John                            | Роуз                     |
| 2021      | кф |                                           | Pass the Safe Act Now                      | озвучення                |
| 2021      | с  |                                           | The Now                                    | Анджеліка Тюрінг         |
| 2021      | ф  |                                           | The American Connection                    | Флора                    |
| 2023      | ф  |                                           | Buckle Up                                  | Енджел                   |

### Режисерка, продюсерка, сценаристка
| Рік  |     | Українська назва         | Оригінальна назва          | Роль                               |
| ---- | --- | ------------------------ | -------------------------- | ---------------------------------- |
| 1993 | кф  | Остання вечеря           | The Last Supper            | режисерка, продюсерка, сценаристка |
| 1993 | тф  | Атака 50-футової жінки   | Attack of the 50 Ft. Woman | співпродюсерка                     |
| 1999 | ф   | Польові квіти            | Wildflowers                | виконавча продюсерка               |
| 2002 | док | Смуга приміток           | Strip Notes                | режисерка, продюсерка              |
| 2008 | ф   | Злість                   | Vice                       | виконавча продюсерка               |
| 2012 | док | Жадібні брехливі виродки | Greedy Lying Bastards      | виконавча продюсерка               |